# Étienne Becker
Étienne Becker (* 1. Mai 1936 in Paris; † 11. Dezember 1995 in Paris) war ein französischer Kameramann.

## Leben
Étienne Becker, Sohn des Regisseurs Jacques Becker und Bruder von Jean Becker, der ebenfalls als Regisseur tätig war, wurde Kameraassistent unter anderem bei Pierre Lhomme. Als Chefkameramann war er ab 1964 tätig und arbeitete mit den wichtigsten franko-italienischen Regisseuren seiner Generation zusammen. Nominierungen für den César für die beste Kamera erhielt er 1976 für Das alte Gewehr und 1977 für Das Spielzeug. 

## Filmografie (Auswahl)
- 1964–74: Muhammad Ali, der Größte (Cassius le grand)
- 1966: Chappaqua
- 1967: Die Unbekannte (L’étrangère)
- 1968: Amour fou
- 1970 Der Kommissar und sein Lockvogel (Dernier domicile connu)
- 1969: Kalkutta (Calcutta)
- 1970: Das Haus (La maison)
- 1971: Le bateau sur l’herbe
- 1973: Berühre nicht die weiße Frau (Touche pas à la femme blanche)
- 1973: Hummeln im Hintern (La gueule de l’emploi)
- 1974: Das Netz der tausend Augen (Le secret)
- 1975: Das alte Gewehr (Le vieux fusil)
- 1975: Le bougnoul
- 1975: Police Python 357
- 1976: Das Spielzeug (Le jouet)
- 1978: Nimm’s leicht, Mama (Vas-y maman)
- 1979: Die Hunde (Les Chiens)
- 1981: Eine merkwürdige Karriere (Une étrange affaire)
- 1982: Ein mörderischer Sommer (L’été meurtrier)
- 1983: Mein Freund, der Frauenheld (L’ami de Vincent)
- 1995: Elisa